# Agano
Agano (japanska: 阿賀野市?, Agano-shi) är en stad i Niigata prefektur i Japan. Staden fick grundades 2004 genom en sammanslagning av kommunerna Suibara, Yasuda, Kyōgase och Sasakami.